# Las de Caín
Las de Caín es una obra de teatro de los hermanos Álvarez Quintero, estrenada el 3 de octubre de 1908. Existe una versión en zarzuela estrenada en el Teatro de la Zarzuela de Madrid el 23 de diciembre de 1958 con música de Pablo Sorozábal.

## Argumento
Segismundo Caín y de la Muela es padre de cinco hijas en edad casadera. Preocupado por el futuro de las jóvenes decide ponerse manos a la obra, junto a su mujer Elvira, para encontrarles marido.

## Personajes
- Segismundo Caín, padre de las hermanas protagonistas. Bajo.
- Rosalía, su hija mayor, enamorada de Alfredo. Soprano.
- Alfredo, enamorado de Rosalía y obligado a ejercer de casamentero de sus hermanas menores. Barítono.
- Pepín, estudiante cabeza hueca. Tenor cómico.
- Estrella, enamorada de Pepín. Soprano cómica.
- Tomás, amigo de Pepín. Barítono.
- Don Cayetano, amigo de la familia. Tenor cómico.

## Representaciones destacadas
- Teatro (1908). Intérpretes: José Santiago (Don Segismundo), Irene Alba (Doña Elvira), Nieves Suárez, Concha Ruiz, Mercedes Pérez de Vargas, Rafael Ramírez, Ernesto Vilches.
- Teatro (1945). Intérpretes: Ana María Noé, Josefina Roca, Tomás Blanco, José María Delgado, Luis Manzano.
- Teatro (1949).Intérpretes: Alfonso Candel (Don Segismundo), Társila Criado (Doña Elvira), Rosario García Ortega, María Arias, Manuel Collado, Tito Medrano, Matilde Vilariño.
- Cine (1959). Las de Caín. Dirección: Antonio Momplet. Intérpretes: Juanjo Menéndez, María Luz Galicia, Mariano Azaña, Lola Flores, Carmen Flores, Fernando Guillén.
- Televisión (14 de enero de 1969, en el espacio Estudio 1 de TVE). Intérpretes: José María Caffarel, Enric Arredondo, Blanca Sendino, Ana María Vidal, Mari Paz Ballesteros.
- Teatro (1982). Intérpretes: Luisa de Córdoba, Pedro Valentín, María Guerrero López, Alberto Sola e Ignacio de Paúl.
- Teatro (1993). Intérpretes: Pablo Sanz (Don Segismundo), Queta Claver, Emilio Alonso, Marisol Ayuso, Elena Calvo, Pilar San José, Manuel Aguilar.
- Teatro (2011). Intérpretes: Francisco Valladares, Marisol Ayuso, Ángel Ruiz, Israel Ruiz, Francisco J. Sánchez, María Garralón, Ruth Terán.